# リューネブルガーハイデ

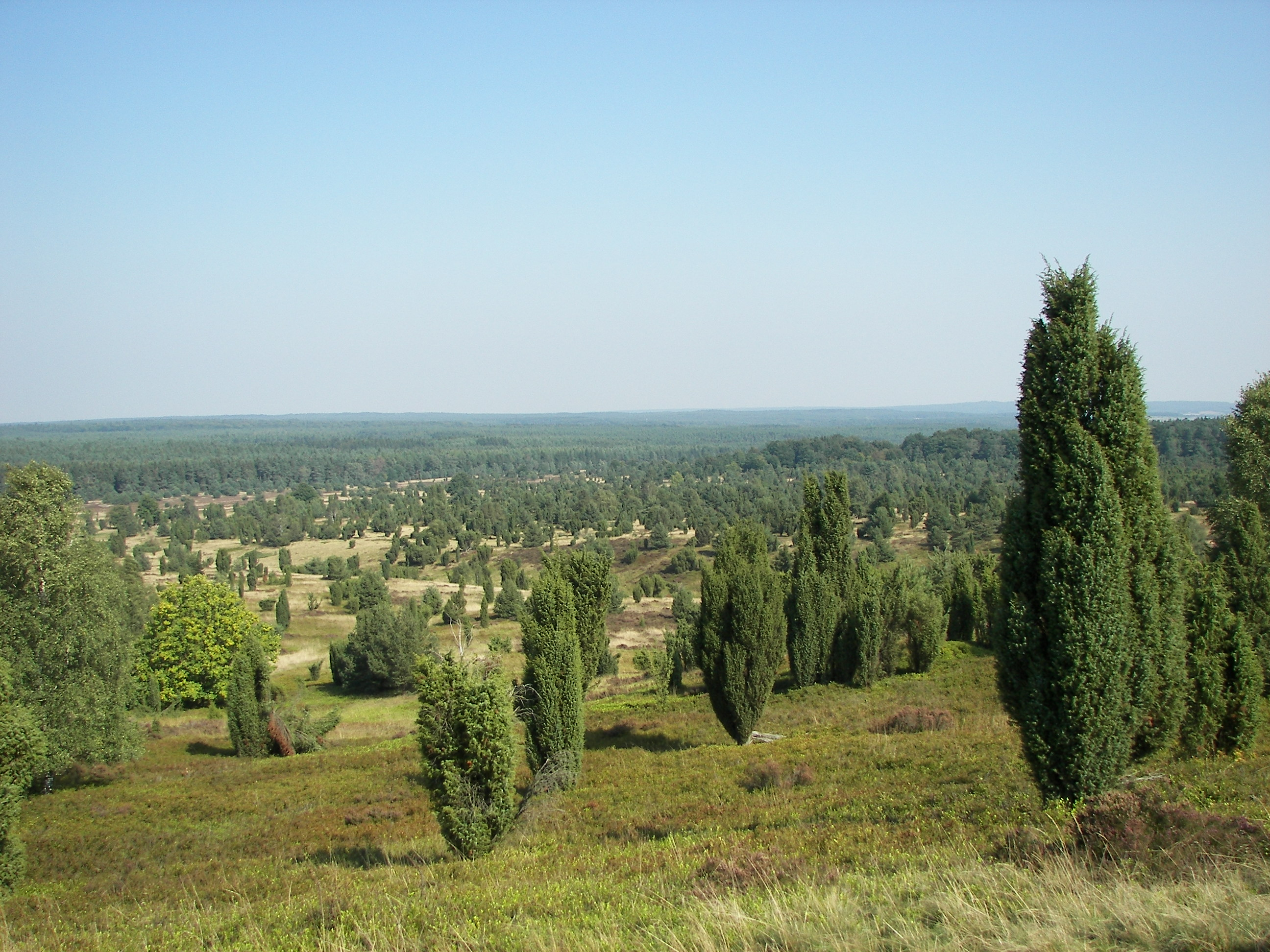
リューネブルガーハイデ

リューネブルガーハイデ（ドイツ語: Lüneburger Heide, 低地ドイツ語: Lümbörger Heid）は、ドイツのニーダーザクセン州の北東部に広がる荒地（ドイツ語で、Heideと呼ばれる。ここに自生している植物の名でもあり、イギリスでいわれるヒースと同類）と灌木の自然保護地区。主要都市で言うと、ハンブルク、ハノーファー、ブレーメンにまたがる。
森林の伐採で土地が枯渇し、巨大な荒地になっており、エリカと僅かな潅木が生えているくらい。8月上旬にはエリカが赤紫の花をつけるため大勢の観光客が集まる。車の乗り入れは禁止で、周辺の観光基地になった村から、馬車や徒歩で中に入る。観光シーズンには、リューネブルクから日帰りのバスツアーがある他、普段は一日数便の郵便バスを使うことも出来る。そのルートは、ハンブルクからシュターデ、リューベック、トラーヴェミュンデ、メルンなどを経て、リューネブルクからこのハイデに至るエリカ街道と名づけられた観光道路が便利。観光の基地は、ハイデの中央部にあるウンデローである。数学者のガウスの記念碑がある。
日本には東山魁夷の『馬車よ、ゆっくり走れ』という旅行エッセイで初めて紹介された。ハンス・クリスチャン・アンデルセンの『絵のない絵本』の第十四夜にも「リューネブルクの荒野」というこのハイデ地方のことが出てくる。多和田葉子の小説『尼僧とキューピッドの弓』に登場する尼僧修道院は、この地方に所在する。